# Municipio de Castaños
El Municipio de Castaños es uno de los 38 municipios pertenecientes al Estado de Coahuila en México.

## Geografía
El municipio de Castaños se encuentra en la zona centro-este del estado de Coahuila. Limita con los municipios de Candela, Monclova, Frontera, Cuatro Ciénegas y Ramos Arizpe, al este y sureste limita con el municipio de Mina del estado de Nuevo León.
En el territorio municipal se encuentran el Cerro Real Viejo, Cerro Pelón, y parte de la Sierra Sacramento, Cerro el Mercado, Sierra la Gloria, Sierra Azul, Sierra el Espinazo de Ambrosio y Sierra La Gavia.

## Demografía

### Localidades
En el Censo de 2020 el municipio de Castaños contaba con 89 localidades.
| Código INEGI      | Localidad         | Población (2020) |
| ----------------- | ----------------- | ---------------- |
| 050060001         | Castaños          | 27 314           |
| 050060071         | Soledad           | 321              |
| 050060100         | Acatita de Baján  | 42               |
| Otras localidades | Otras localidades | 1 450            |
| Total municipal   | Total municipal   | 29 128           |